# 单元素集合
数学上，单元素集合是由唯一一个元素组成的集合。例如，集合 {0} 是个单元素集合。注意，集合诸如 {{1,2,3}} 也是单元素集合，唯一的元素是一个集合（这个集合可能本身不是单元素集合）。
一个集合是单元素集合，当且仅当它的基数为1。在自然数的集合论定义中，数字 1 就是定义为单元素集合 {0}。
在公理集合论中，单元素集合的存在性是空集公理和对集公理的结果：前者产生了空集 {}，后者应用于对集 {} 和 {}，产生了单元素集合 {{}}。
若 A 是任意集合，S 是单元素集合，则存在唯一一个从 A 到 S的函数，该函数将所有 A 中的元素映射到 S 的单元素。 
在范畴论中，单元素集合上构建的结构通常作为终对象或零对象：
- 上述说明所有单元素集合 S 都是集合范畴的终对象。该范畴中没有其它终对象。
- 任意单元素集合都能够转化成拓扑空间（所有子集都是开集）。这些单元素拓扑空间是拓扑空间范畴的终对象。该范畴中没有其它终对象。
- 任意单元素集合都能够转化成群（唯一的元素作为单位元）。这些单元素是群范畴的零对象。群范畴中没有其它零对象或终对象。